# Richard Davies (actor)
Richard "Rick" Davies es un actor australiano, más conocido por interpretar a Jimmy Proudman en la serie Offspring.

## Biografía
En 2005 se graduó del "National Theatre Drama School".
Richard sale con la actriz australiana Heidi Valkenburg.

## Carrera
Richard ha participado en series como Satisfaction y en Neighbours donde interpretó al enfermero Peter Hart.
De 2008 a 2009 interpretó a Max Regnary en la tercera temporada de la serie The Sadle Club. Anteriormente el personaje fue interpretado por el actor australiano Brett Tucker durante la primera y segunda temporada de la serie.
En 2010 se unió al elenco de la serie australiana Offspring donde interpreta a Jimmy Proudman, el más joven de la familia Proudman.
En 2012 apareció en la miniserie Howzat! Kerry Packer's War donde dio vida al jugador de cricket David Hookes junto a Lachy Hulme, Matthew Le Nevez, Clayton Watson, Damon Gameau y Brendan Cowell.
Ese mismo año apareció en la película Beaconsfield donde interpretó al rescatista Daniel Piscioneri. La película narra la historia verdadera del derrumbe de una mina en Beaconsfield que dejó atrapados a tres mineros.

## Filmografía

### Series de televisión
| Año             | Título                        | Personaje      | Notas                          |
| --------------- | ----------------------------- | -------------- | ------------------------------ |
| 2018 - presente | Tidelands                     | Augie Mcteer   | 8 episodios                    |
| 2010 - presente | Offspring                     | Jimmy Proudman | 86 episodios                   |
| 2017            | True Story with Hamish & Andy | Col            | ep. "Phil"                     |
| 2017            | St Francis                    | Jimmy          | miniserie                      |
| 2016            | Bruce                         | Bruce          | 7 episodios                    |
| 2016            | The Caravan                   | Jimmy Proudman | 7 episodios - miniserie        |
| 2015            | Let's Talk About              | Ben Gould      | miniserie                      |
| 2012            | Howzat! Kerry Packer's War    | David Hookes   | 2 episodios - miniserie        |
| 2008 - 2010     | Bed of Roses                  | Rooster McIver | 10 episodios                   |
| 2009            | Rush                          | Jerrod         | episodio "Don't Abduct a Baby" |
| 2008 - 2009     | The Saddle Club               | Max Regnery    | 27 episodios                   |
| 2008            | Satisfaction                  | Trent Davis    | 2 episodios                    |
| 2008            | Neighbours                    | Peter Hart     | episodio # 1.5376              |

### Películas
| Año  | Título                       | Personaje         | Notas |
| ---- | ---------------------------- | ----------------- | --- |
| 2016 | That's Not Me                | Jack Campbell     | junto a Alice Foulcher, Isabel Lucas, Johnny Carr, Belinda Misevski y Rowan Davie                              |
| 2016 | 2:22                         | Inky              | junto a Teresa Palmer, Michiel Huisman, Sam Reid, Simone Kessell, John Waters, Maeve Dermody y Kerry Armstrong |
| 2014 | Oddball                      | Jack Jones        | junto a Alan Tudyk, Sarah Snook, Deborah Mailman, Shane Jacobson y Coco Jack Gillies                           |
| 2014 | No One Is Listening Anymore! | Electricista      | corto - junto a Romi Trower                                                                                    |
| 2014 | Bound by Blue                | Cole              | junto a Ashley Zukerman, Debbie Zukerman, Jenny Lovell y Bryce Hardy                                           |
| 2012 | Beaconsfield                 | Daniel Piscioneri | junto a Lachy Hulme, Shane Jacobson, Cameron Daddo, Anthony Hayes, Michala Banas y Sacha Horler                |
| 2011 | The Father                   | Harry             | corto - junto a John Brumpton                                                                                  |
| 2011 | Mugged                       | Dave              | corto - junto a Bryce Hardy, Daniel Hayward, Simi Leota y Tim Phillipps                                        |
| 2010 | When the Wind Changes        | Jack              | cortometraje                                                                                                   |
| 2009 | Oxygen                       | Xavier            | corto - junto a Jane Harber                                                                                    |

### Escritor y productor
| Año  | Título                | Notas                        |
| ---- | --------------------- | ---------------------------- |
| 2010 | When the Wind Changes | corto - productor y escritor |

### Teatro
| Año | Obra                | Personaje    | Director (a)   | Teatro | Notas |
| --- | ------------------- | ------------ | -------------- | ------ | ----- |
| -   | Cloud 9             | Harry Bagley | Melanie Beddie | -      | -     |
| -   | The Rivers of China | Wayne Shute  | Ken Boucher    | -      | -     |

## Premios y nominaciones
| Año  | Categoría                   | Premio               | Serie     | Resultado |
| ---- | --------------------------- | -------------------- | --------- | --------- |
| 2011 | Most Outstanding New Talent | Graham Kennedy Award | Offspring | Nominado  |